# کیریو کوستنکو
کیریو کوستنکو (اوکراینی: Кирило Володимирович Костенко؛ زادهٔ ۴ دسامبر ۱۹۹۸) بازیکن فوتبال اهل اوکراین است.